# Chvalkovice (district de Náchod)
Pour les articles homonymes, voir Chvalkovice.
Chvalkovice (en allemand : Chwalkowitz) est une commune du district de Náchod, dans la région de Hradec Králové, en Tchéquie. Sa population s'élevait à 792 habitants en 2022.

## Géographie
Chvalkovice se trouve à 6 km à l'ouest-nord-ouest de Česká Skalice, à 14 km à l'ouest de Náchod, à 26 km au nord-nord-est de Hradec Králové et à 116 km à l'est-nord-est de Prague.
La commune est limitée par Brzice, Hořičky et Lhota pod Hořičkami au nord, par Vestec et Velký Třebešov à l'est, par Dolany au sud, et par Vlčkovice v Podkrkonoší et Kohoutov à l'ouest.

## Histoire
La première mention écrite de la localité date de 1369.

## Administration
La commune se compose de sept sections :
- Chvalkovice
- Kopaniny
- Malá Bukovina
- Miskolezy
- Střeziměřice
- Velká Bukovina
- Výhled

## Galerie

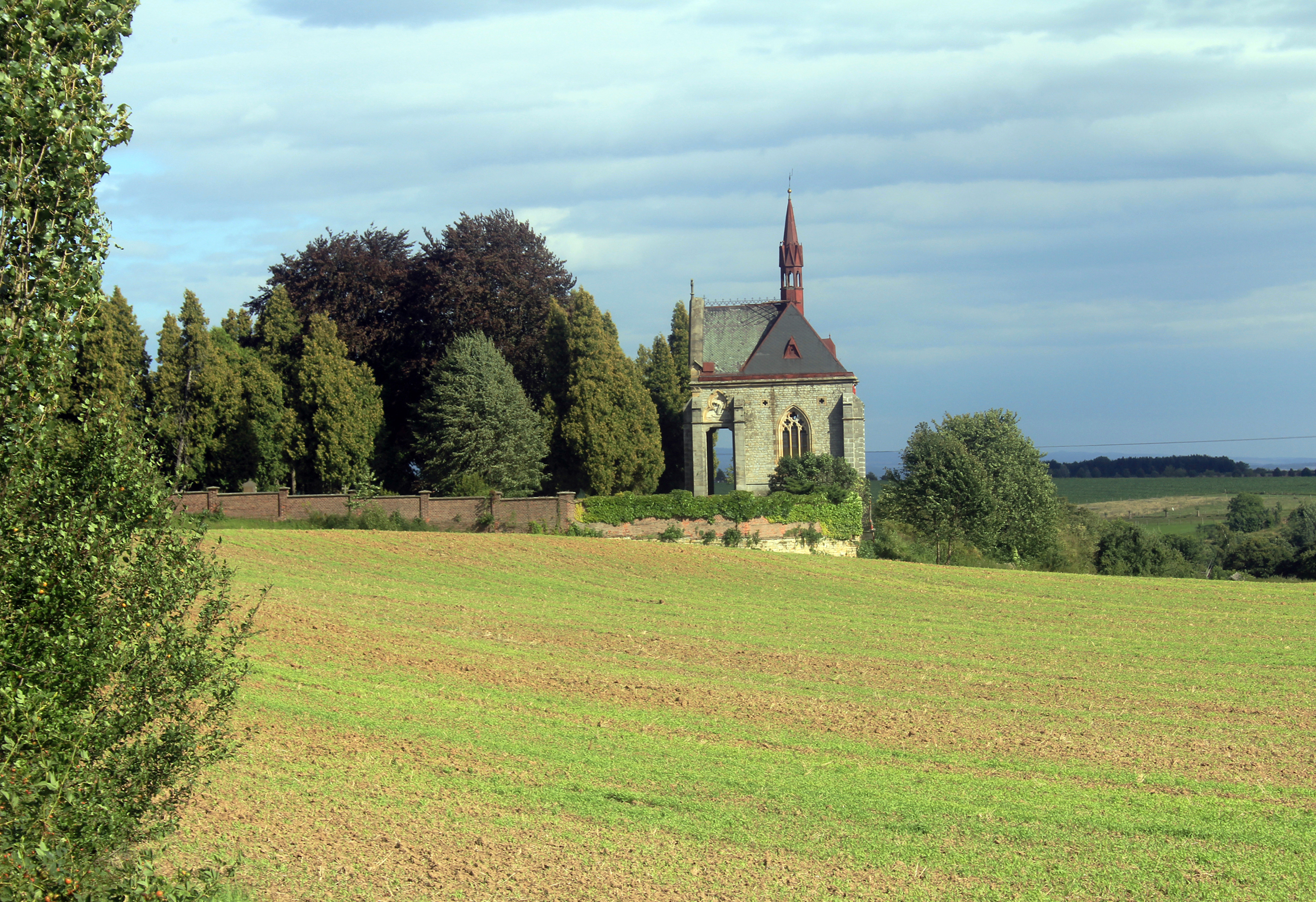
Chapelle Saint-Jean-Népomucène.
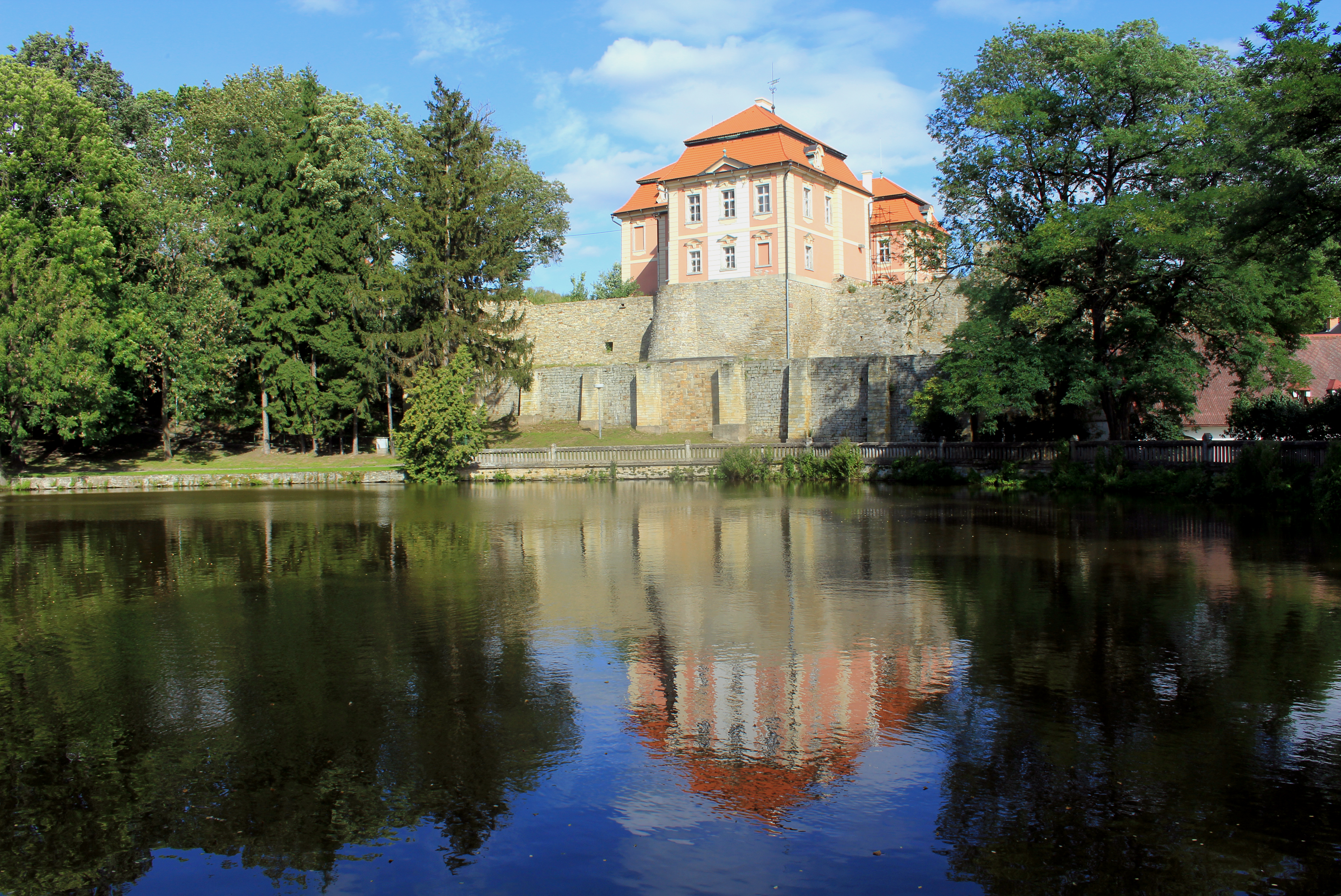
Château de Chvalkovice.

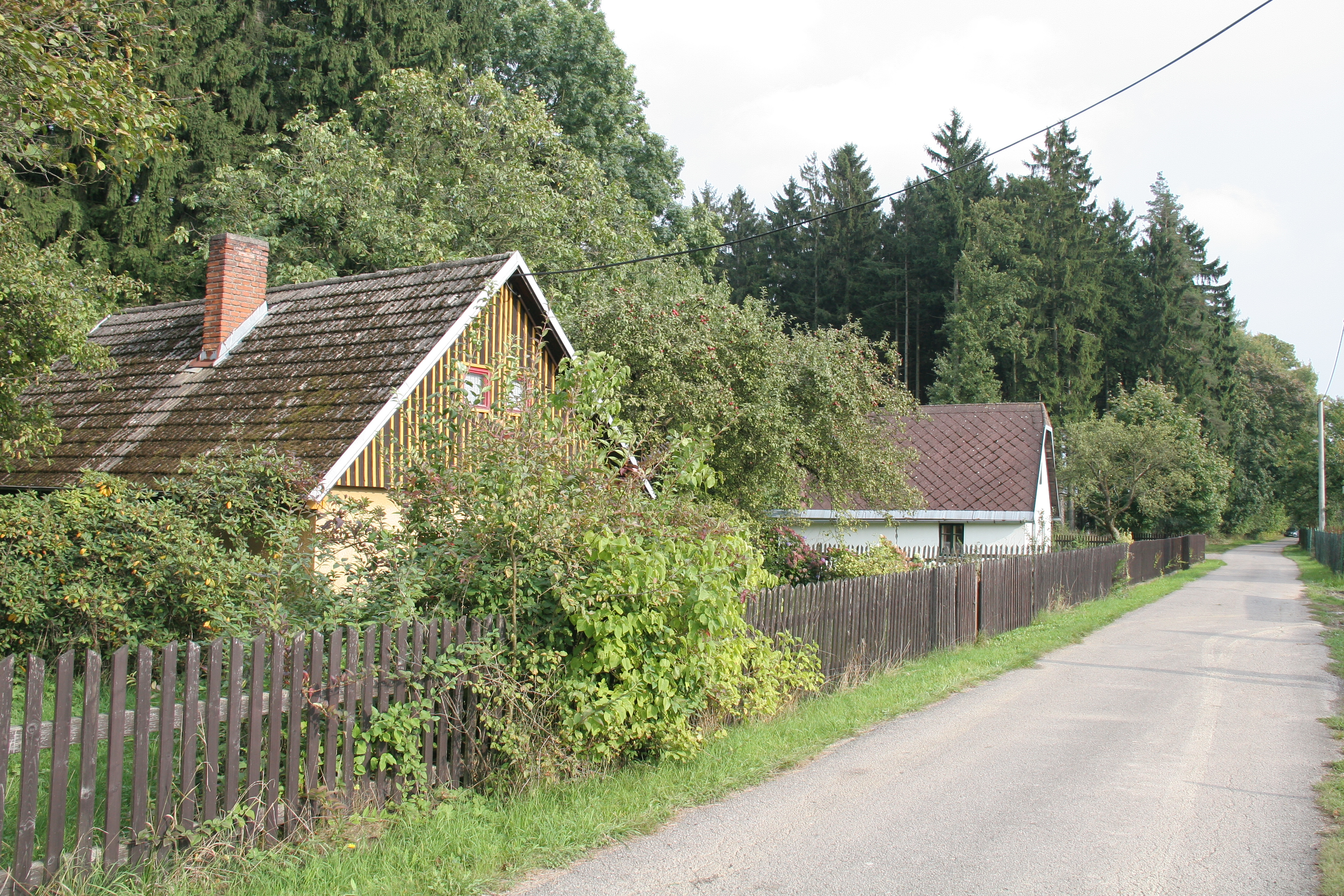
Maisons à Výhled.
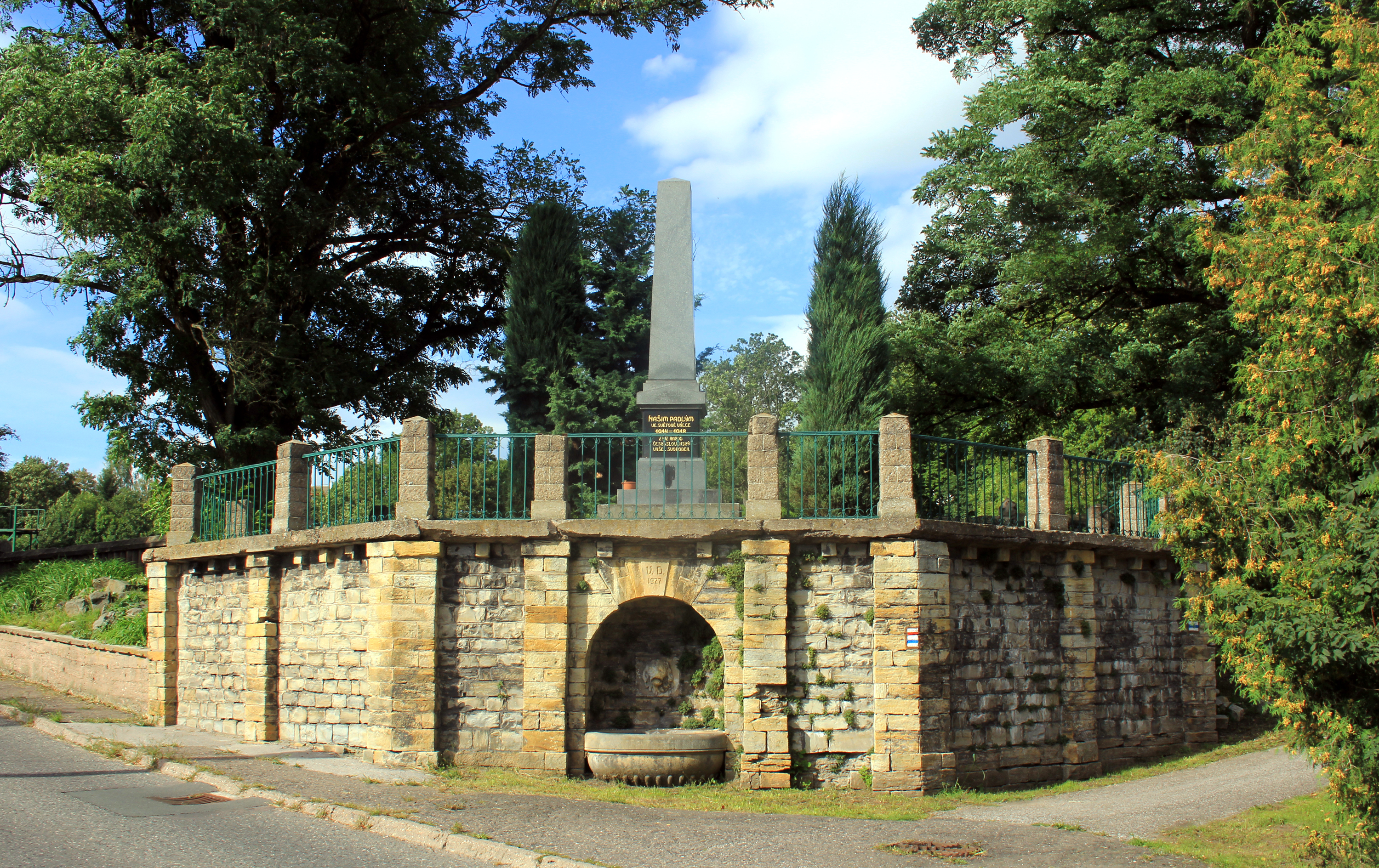
Monument aux morts.

## Transports
Par la route, Chvalkovice se trouve à 7 km de Česká Skalice, à 18 km de Náchod, à 33 km de Hradec Králové et à 144 km de Prague. 